# Hirmoneura cingulata
Hirmoneura cingulata är en tvåvingeart som beskrevs av Robert W. Lichtwardt 1909. Hirmoneura cingulata ingår i släktet Hirmoneura och familjen Nemestrinidae. Inga underarter finns listade i Catalogue of Life.